# Pedro Jesús Gómez
Pedro Jesús Gómez Lorente (Albacete, 19 de marzo de 1970) es un músico español que alcanzó popularidad internacional en Europa y América gracias a su grabación en Berkeley, California, Estados Unidos y a su actuación en la Trinity Chapel.

## Trayectoria profesional

### Estudios
Cursó sus estudios musicales en los conservatorios de Murcia, Albacete y Alicante, donde se graduó como Profesor Superior de Guitarra bajo la dirección docente del prestigioso pedagogo y concertista de guitarra José Tomás. Posteriormente, continuó su formación como guitarrista clásico en la Escola Luthier de Barcelona con Álex Garrobé. En el Reino Unido asistió a clases con S. Dinnigan, Tom Kerstens y N. North, entre otros. En el año 2000 obtuvo un máster en interpretación con M. Barrueco; asimismo, consiguió, con excelencia, el Título Superior de Música en Instrumentos de Cuerda Pulsada del Renacimiento y Barroco, con los laudistas José M. Moreno y Juan C. de Mulder, en el Real Conservatorio Superior de Música de Madrid. En 2011 recibió el diploma de Estudios Avanzados en Musicología por la Universidad Complutense de Madrid. En 2017 obtuvo el título de Doctor en Música por la Universidad Alfonso X El Sabio de Madrid tras la presentación de su tesis «Aportaciones de José Tomás (1934-2001) a la evolución del repertorio, la interpretación y la enseñanza de la guitarra».

### Perfeccionamiento
Realiza cursos de perfeccionamiento con maestros de la talla de José Tomás, D. Russell, M. Barrueco, J.L. Rodrigo, D Ballesteros, G. Arriaga, B. Hamilton, C. Trepat, H. Smith, J. Griffiths, R. Barto o J. Savall. Por la calidad y profesionalidad de sus interpretaciones recibió las felicitaciones del maestro Leo Brouwer.

### Actuaciones Internacionales, grabaciones y eventos
Pedro Jesús Gómez es uno de los más destacados intérpretes de su generación en España. Actualmente se dedica a la música para cuerda pulsada desde los siglos xiii al xxi y es, además, profesor titular. Gracias a su gran esfuerzo y desempeño, ganó en 1997 el Premio Internacional Andrés Segovia de música española para guitarra. Ha lanzado cinco producciones discográficas, tanto como solista y componente de diversos ensambles de guitarra. Es invitado a impartir clases y conferencias en conservatorios, festivales y universidades en España y América. 
Ha realizado actuaciones y giras por Europa, Norte y Sudamérica; destaca su actuación ante la Reina Sofía en Grecia y en el margen del Festival de Música Antigua de Utrecht con el ensamble La Reverencia. Su participación en el Festival de Música Antigua de Berkeley 2006 y las diversas giras por el cono sur han colaborado con la difusión de los tesoros de la música española de los siglos xvi al xx. Ha realizado investigaciones sobre repertorios inéditos y transcripciones que enriquecen al repertorio de los instrumentos pulsados. Sus diversas interpretaciones las realiza con instrumentos originales como al'ud (laúd árabe), cítola medieval, vihuela de mano de seis órdenes, laúd de ocho órdenes, guitarra barroca, tiorba y laúd barroco de catorce órdenes, guitarra clásico-romántica y guitarra clásica.
Pedro Jesús Gómez impulsa la celebración de eventos que desarrollen y divulguen el mundo de la música para instrumentos de cuerda pulsada, como el Festival Internacional de Guitarra en la Ciudad de Albacete o el Concurso Nacional de Guitarra Cincilia. 
Realizó estrenos y primeras grabaciones mundiales de compositores españoles y argentinos como Salvador Brotons, David Cuevas, Ignacio Sánchez, Hernán Navarro o Roxana Paredes. 
Entre sus grabaciones destacan su participación en las producciones monográficas de la obra de Ginés de Boluda, con la Capilla Antigua de Chinchilla, y del Tratado de Glosas de Diego Ortiz con La Reverencia, la grabación a solo del repertorio inédito del siglo xix español contenida en el Fondo de Música para Guitarra de Tobarra, la primera edición en tablatura para Vihuela sola de una selección del Tratado de Glosas de D. Ortiz y el CD de guitarra clásica a solo grabado en directo en Berlín en 2014. Es pionero a nivel mundial en la publicación de CD multimedia mixto Berlín, que incluyen audio, partituras, tablaturas y estudio musicológico con guitarra o vihuela, así como en la publicación de un CD de audio y vídeo de guitarra clásica grabado en directo.

### Docencia
Fue Profesor funcionario de carrera de Guitarra de los Conservatorios Profesionales de Almansa y Albacete. Ejerció como catedrático eventual de guitarra, tablatura y bajo continuo en el Conservatorio Superior de Música de Castilla, La Mancha. Desde 2019 es catedrático funcionario de carrera de Guitarra del Real Conservatorio Superior de Música de Madrid.

## Guitarra e Instrumentos de cuerda pulsada

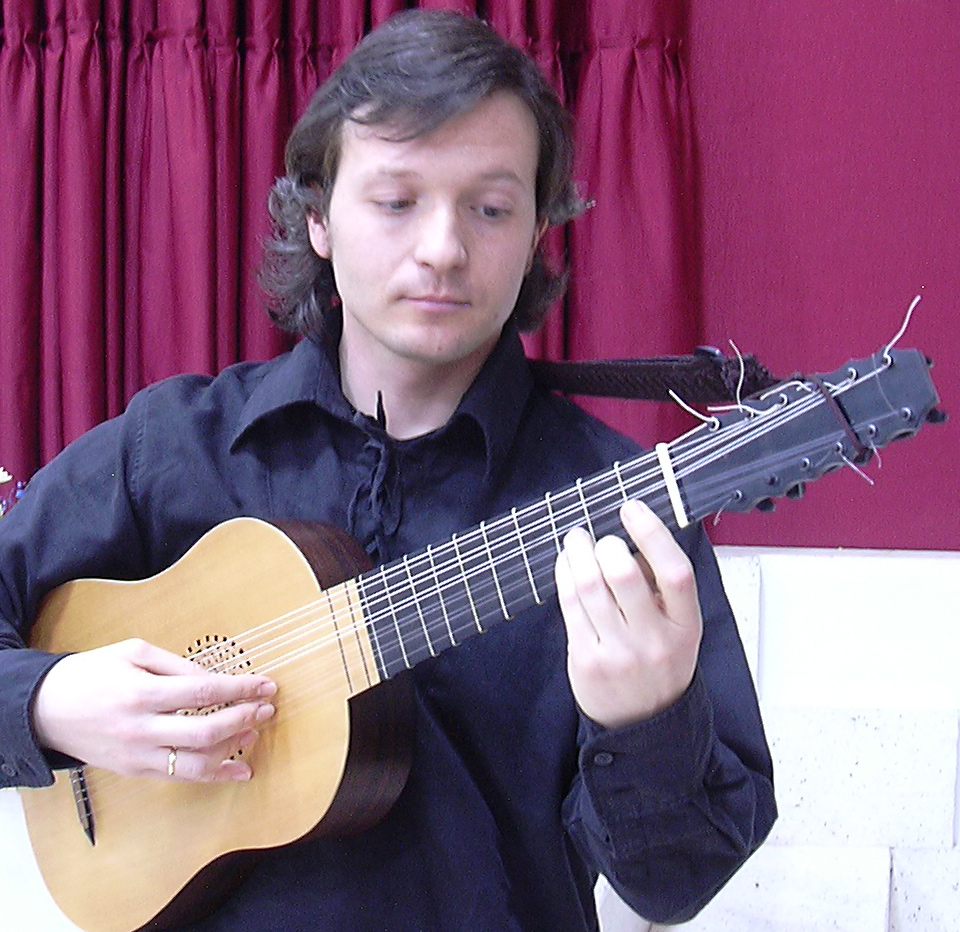
Vihuela de mano
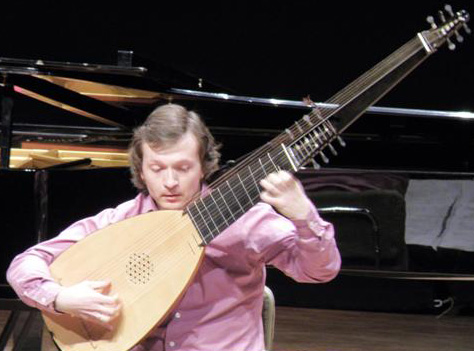
Tiorba
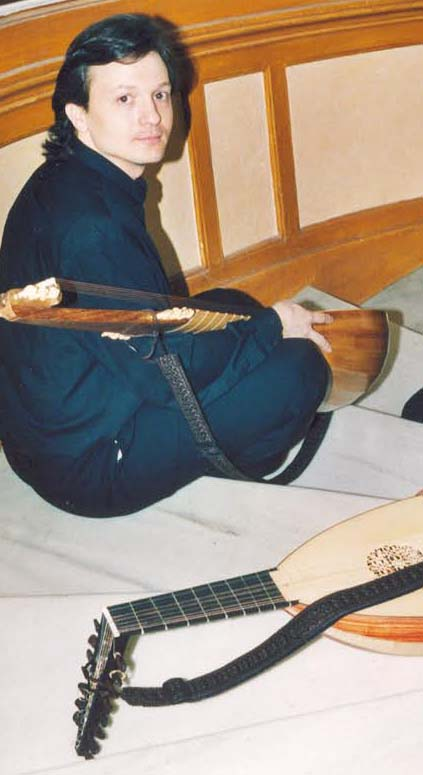
Laúd Renacentista
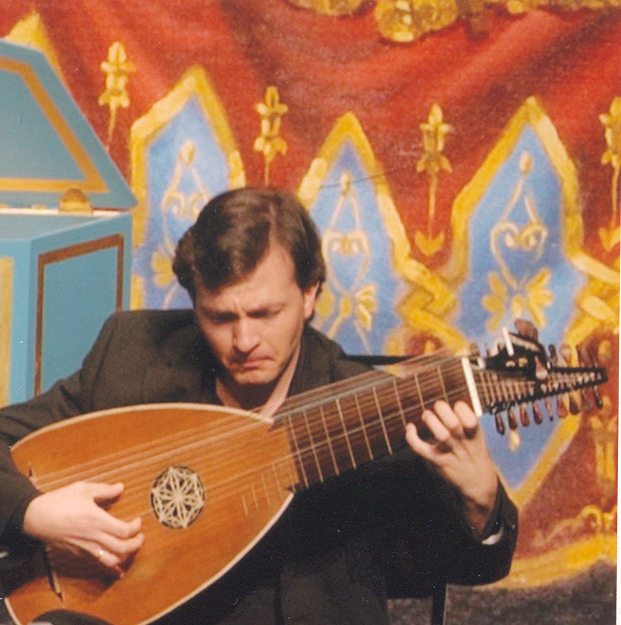
Laúd Barroco
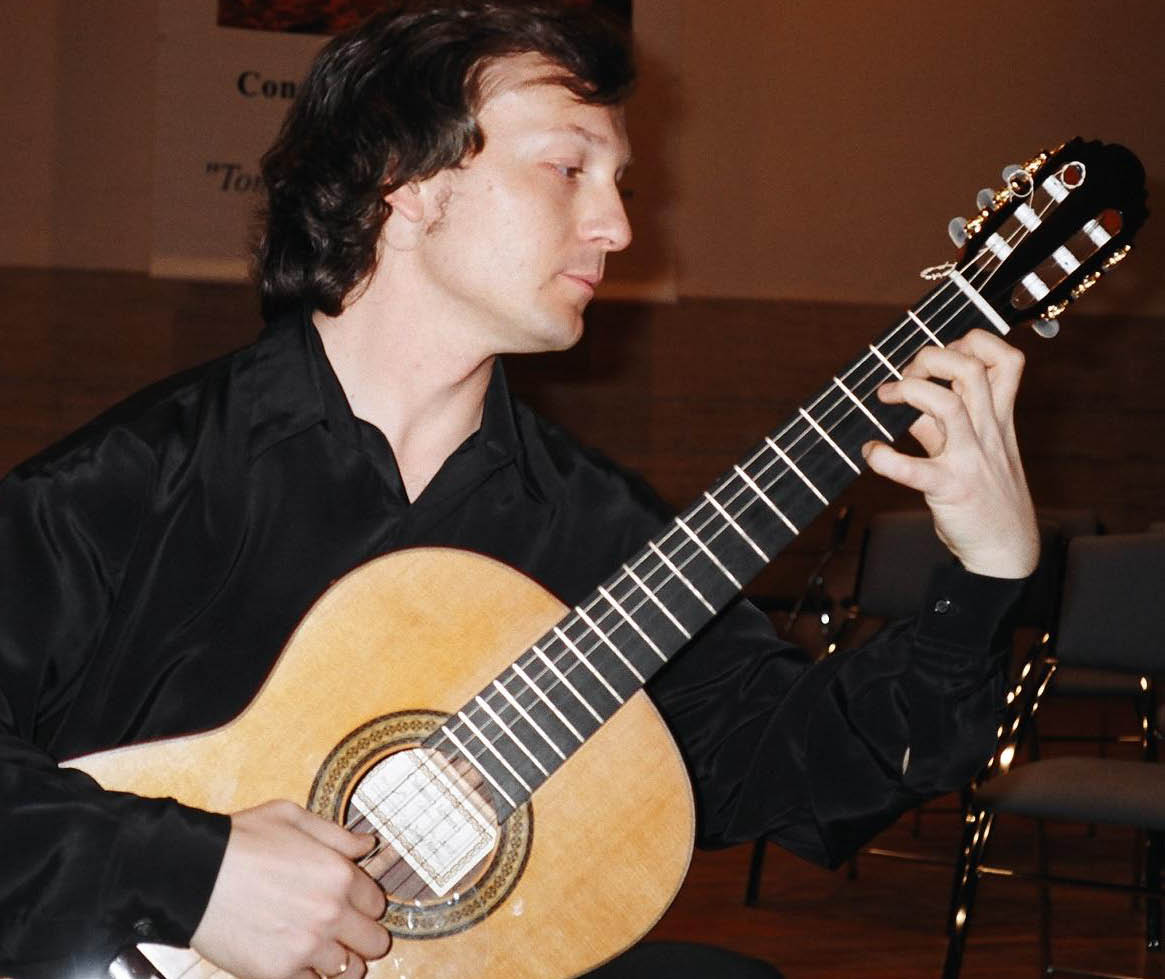
Guitarra Contemporánea
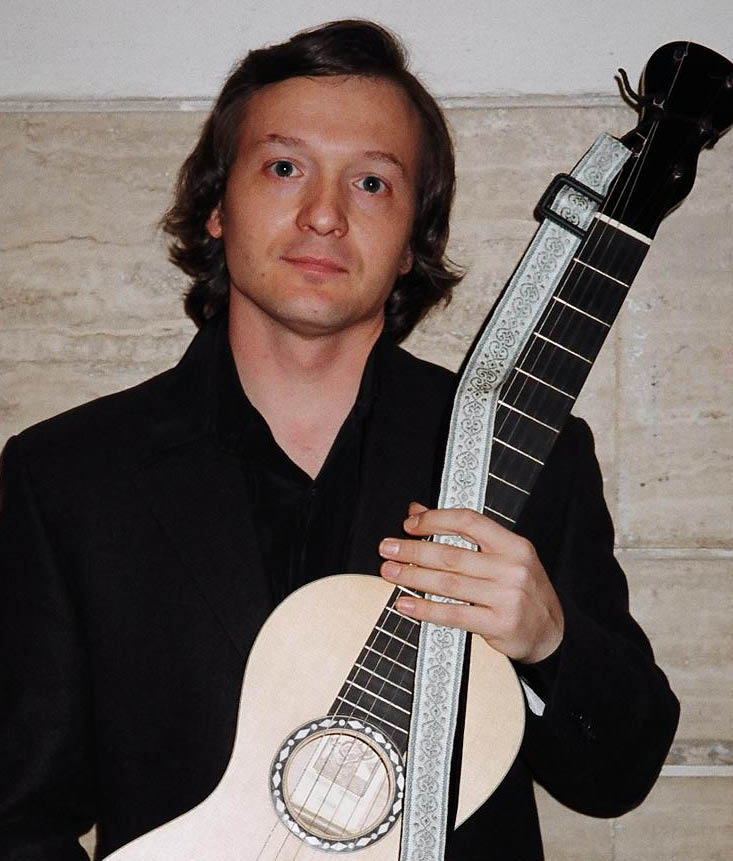
Guitarra clásico-romántica
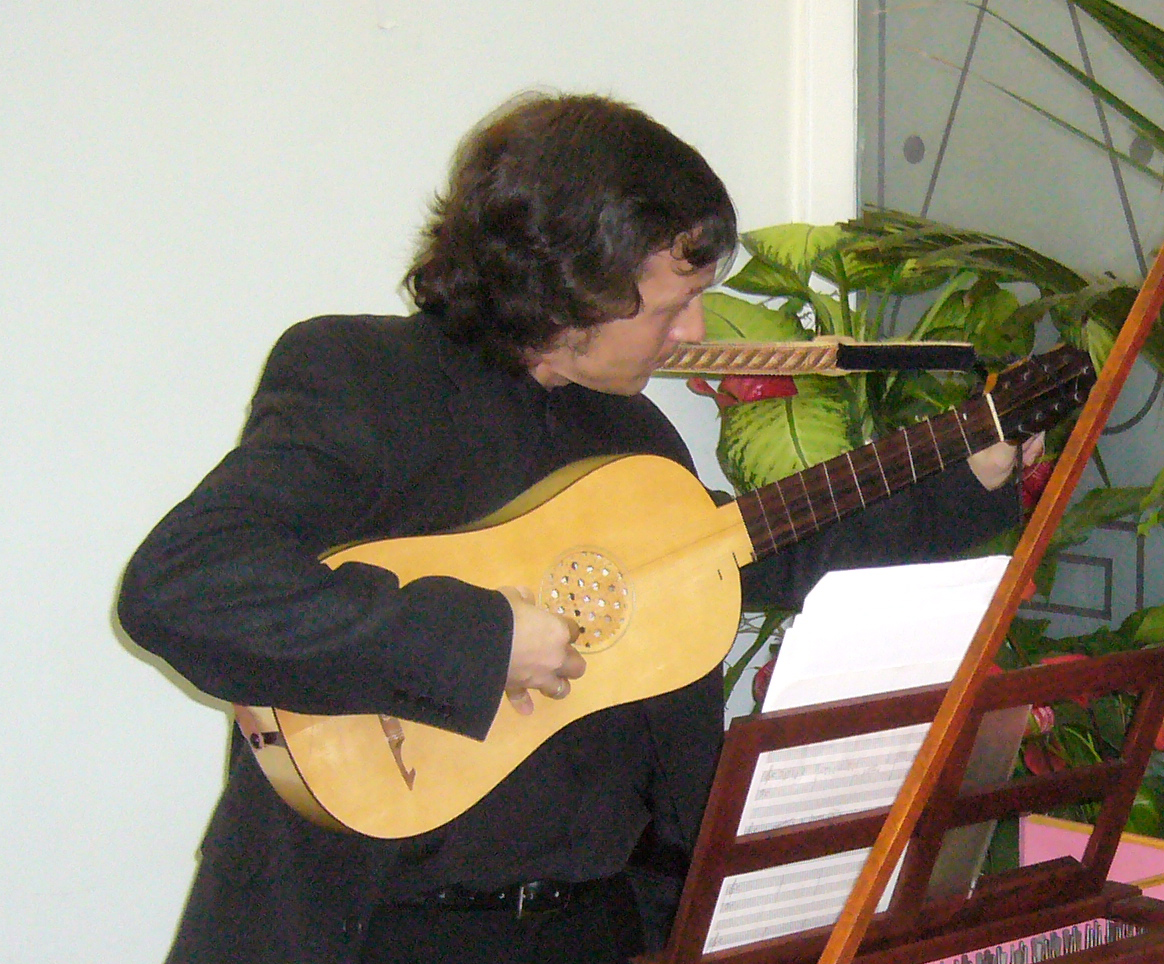
Guitarra Barroca
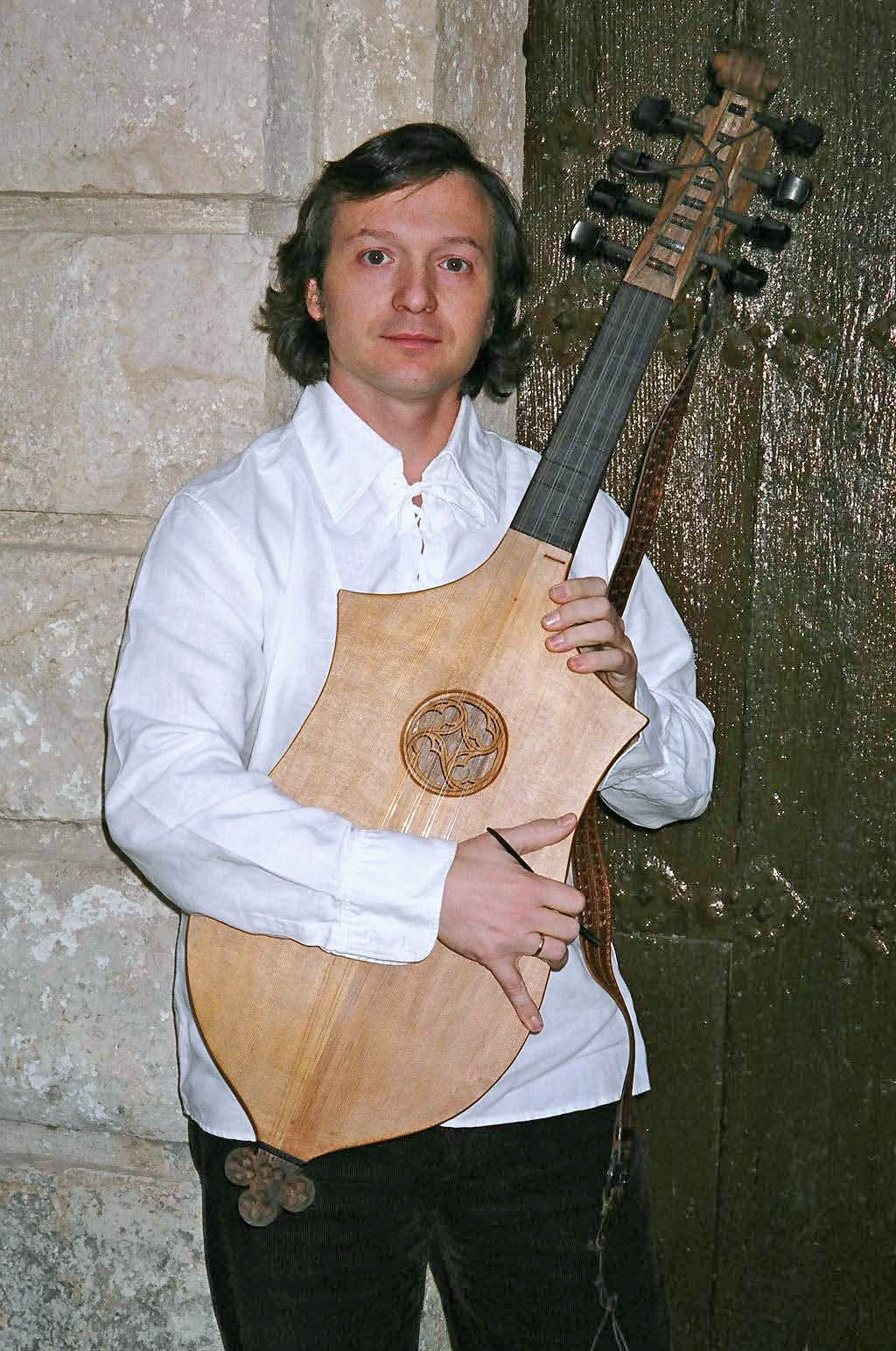
Citola medieval
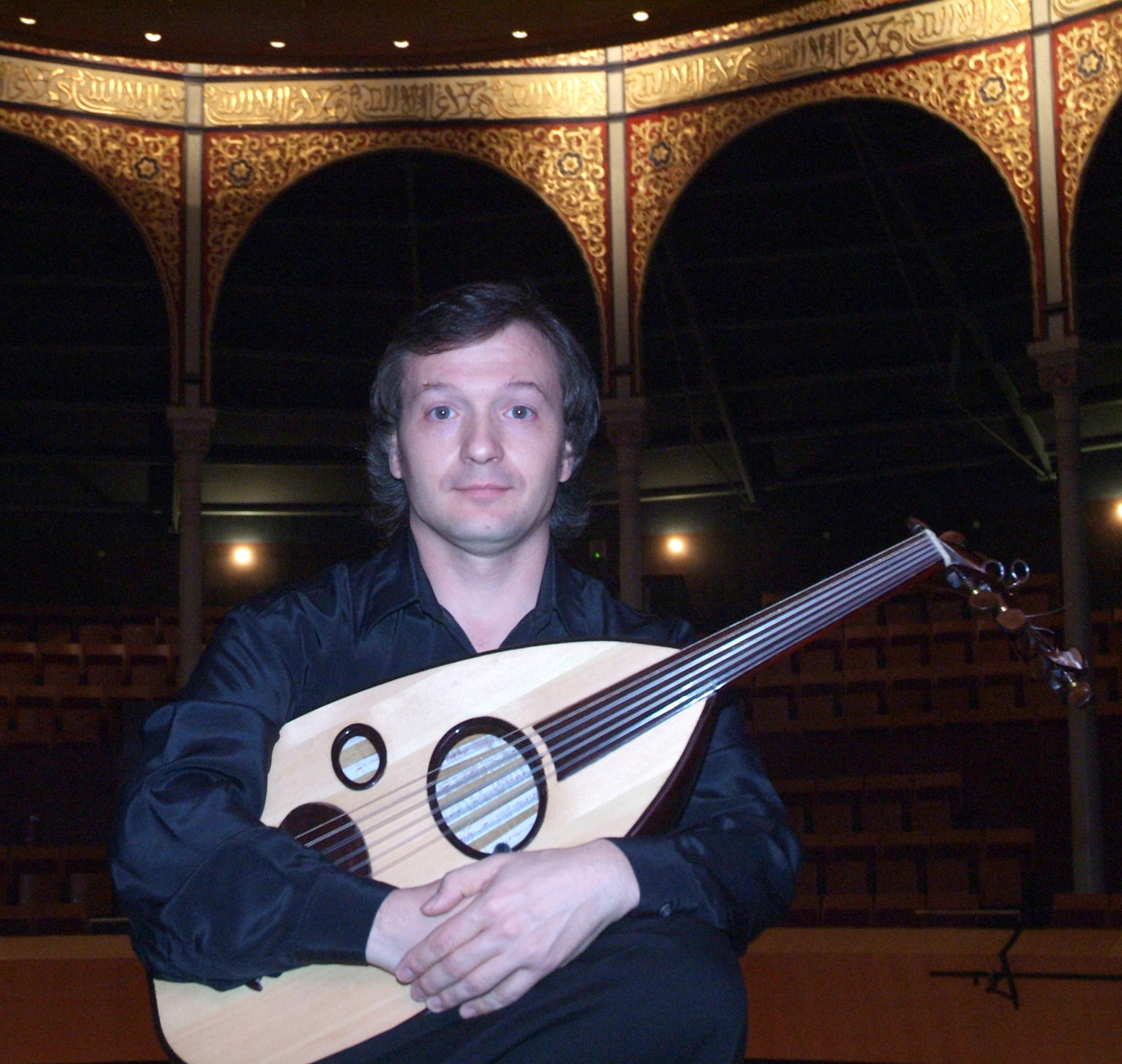
Al'ud

## Discografía
Álbumes en directo
- 2014 Live in Berlin. Guitarra clásica a solo y Vihuela sola. Doble CD Audio. QTV 4987

Álbumes de estudio
- 2012 Ortiz: Vihuela! - Toledano. Vihuela sola y a dúo con J. Miró (Viola da gamba). Doble CD Audio - ROM con partituras y tablaturas. 6x8 1008

- 2010 La Reverencia. Orfeo Celeste. VA 01

- 2010 D. Robustiano Hernández y el Fondo de Música para Guitarra de Tobarra. Libro - CD Multimedia. Instituto de Estudios Albacetenses.

- 2009 La Reverencia. La vida deste Mundo. SRD 376

- 2008 Sol de mediodía. PRION 119. Música inédita para guitarra clásico romántica a solo del fondo de música de Tobarra.

- 2007 La Reverencia. Música de Diego Ortiz. SRD 359

- 2005 La Reverencia: De amores y locura. SRD 313

- 2004 Capilla Antigua de Chinchilla: Gines de Boluda iluniensis. AH142

- 1999 Dúo Madrigal - Graziosso. A 051'

## Premios
- 1998 Mención Honorífica Concurso de Música de Cámara "Ciutat de Manresa". Dúo Madrigal.
- 1996 Premio internacional "Andrés Segovia" de música española para guitarra. Santiago de Compostela.